# 카운트 다운 TV
카운트 다운 TV(COUNT DOWN TV)는 1993년 4월 7일 심야(실질 4월 8일)부터 TBS에서 방송하는 랭킹형식 음악정보 프로그램이다. 약칭 CDTV.

## 개요
- 1978년 1월부터 1989년 10월까지 방송되었던 음악 프로그램 더 베스트 텐을 계승하는 의미에서 만든 프로그램인 돌연 버라이어티 속보!! 카운트다운100이 시청률 저하로 폐지된 이후 이 프로그램의 후속 프로그램으로 만들어졌으며 처음 방송할 당시 순위는 40위까지만 발표했다. 한동안 50위까지 발표했으나, 2020년 4월 12일부터 30위까지 발표하는 것으로 변경되었다.
- 매주 제이 팝 최신 히트차트를 50위부터 1위까지 발표하며 순위에 들어간 가수들은 라이브 무대를 월요일 밤 생방송으로 부를 기회를 갖게 된다. 토요일 방송에서는 1~3팀이 게스트로 출연해 노래를 부른다. 월요일 방송과 토요일 방송은 서로 출연자가 겹치지 않는 것이 특징.
- 토요일 방송에서는 사회자 없이 CG캐릭터가 프로그램을 진행하고, 월요일 라이브의 경우 노래의 전체를 들려주는 것이 목표기 때문에 타 방송 프로그램과 달리 토크가 전혀 없다. 그래서 노래가 끝나면 바로 다음 가수가 나오며, 토요일 방송 역시 오프닝과 엔딩이 따로 없고 성우의 나레이션이 전부다.
- 신종 코로나 바이러스의 확산으로 인하여 2020년 6월 15일부터, 스튜디오를 특별히 새로 제작해서 스태프를 최소화했다. 2020년 연말 스페셜 편성에만 출연하는 진행자 역시 신종 코로나 바이러스 확산 방지 및 감염 예방을 위해 페이스 쉴드 형태의 마스크를 착용하고 진행한다.
- 유명 아티스트가 부르지 않는 이상 엔카나 애니메이션 계열 노래는 랭킹 상위에 있어도 소개 시간이 짧아지는 경향이 있었다. 하지만, 애니메이션 계열 노래의 경우 2006년부터 소개 시간이 다른 아티스트와 같이 길어졌다.
- 오리콘이나 일본 레코드 협회에서 서양 음악가로 취급되는 아티스트의 경우 일본 이외의 아시아 국가 출신은 랭킹에 넣는 일이 있다.
- 사회자 없이 CG캐릭터가 프로그램을 진행하고, 2008년 4월에 15주년을 맞이했다.
- 매년 신년 전야를 통해 《CDTV 라이브 라이브! 연말스페셜 가는해→오는해》를 방송하고 있다.
- 2017년 3분기부터 전국에 동시방송되고 있다.

## 방송 시간
현재 방송 시간은 2020년 3월 30일 개편 기준이다.
| 방송 채널 | 방송 기간                          | 방송 시간                               | 방송 분량                       |
| --------- | ---------------------------------- | --------------------------------------- | ------------------------------- |
| TBS       | 1993년 4월 8일 ~ 1993년 9월 30일   | 목요일 0:40 - 1:10                      | 30분                            |
| TBS       | 1993년 10월 10일 ~ 1996년 9월 29일 | 일요일 0:55 - 1:25                      | 30분                            |
| TBS       | 1996년 10월 6일 ~ 1999년 3월 28일  | 일요일 0:55 - 1:35                      | 40분                            |
| TBS       | 1999년 4월 4일 ~ 2009년 3월 29일   | 일요일 0:55 - 1:40                      | 45분                            |
| TBS       | 2009년 4월 5일 ~ 2013년 4월 7일    | 일요일 0:58 - 1:43                      | 45분                            |
| TBS       | 2013년 4월 21일 ~ 2014년 3월 23일  | 일요일 1:28 - 2:13                      | 45분                            |
| TBS       | 2014년 4월 6일 ~ 2017년 4월 2일    | 일요일 0:58 - 1:53                      | 55분                            |
| TBS       | 2017년 4월 9일 ~ 2020년 3월 29일   | 일요일 0:58 - 2:08                      | 70분                            |
| TBS       | 2020년 3월 30일 ~ 현재             | 월요일 22:00 - 22:57 일요일 0:58 - 1:28 | 87분 (월요일 57분, 일요일 30분) |

## 주요 코너
- 랭킹 소개
  - 30-21위
  - 20-11위
  - 10-4위
  - 3위, 2위, 1위.(게스트의 노래가 랭크인했다면, 랭킹 소개 중간에 노래를 부르기도 한다.)
- CDTV LIBRARY(과거 같은 주의 싱글 TOP10 소개)
- GUEST LIVE
- 월간 싱글&커플링곡 TOP10(주로 방송되는 달의 첫째주에 시작)
- 신곡 EXPRESS(주로 방송되는 달의 첫째주에 시작)
- 월간 앨범 TOP10(주로 방송되는 달의 둘째주에 시작)
- CDTV 히스토리(같은 달의 역대 싱글 1위, 역대 앨범 1위 등)